# Fabienna sphaerica
Fabienna sphaerica är en nässeldjursart som beskrevs av Peter Schuchert 1996. Fabienna sphaerica ingår i släktet Fabienna och familjen Laingiidae. Inga underarter finns listade i Catalogue of Life.